# Helyhatározó
A helyhatározó az alaptagban kifejezett cselekvések, történések, létezések – ritkábban dologi fogalmak – térbeli körülményeit határozza meg
Alaptagja lehet ige (a kertben sétál), igenév (főnévi: a kertben sétálni; melléknévi: a kertben sétáló/sétált/sétálandó; határozói: a kertben sétálva), vagy határozószó (lent a föld alatt). A helyhatározó lehet az alaptag kötelező vonzata, amikor nélküle nem alkotható hiánytalan szerkezet (az utcánkban lakik), fakultatív vonzata, amikor fontos a szerkezetbe, ám nélküle is alkotható hiánytalan mondat (a vállalatnál dolgozik), vagy szabad bővítménye (sütöget a konyhában).
Mint egyes más határozók is, a helyhatározók is lehetnek tárgyi szerepűek, amennyiben a cselekvés objektumát jelölik. Ez legkönnyebben azon esetekben állapítható meg, amikor a határozó tárggyal váltakozik, például az olajat ken a hátára szerkezetben a hátára helyhatározó a szerkezet átalakítása után tárgyként szerepel: olajjal keni a hátát.

## A helyhatározók irányhármassága
A helyhatározó lehet:
előzményhatározó: azt fejezi ki, hogy a cselekvés, történés, létezés honnan indul ki. Kérdőszava: honnan?
- tipikus ragjai: -ból/-ből, -ról/-ről, -tól/-től stb. stb. Pl.: A szomszédom elköltözött az utcánkból.
- tipikus névutók: mögül, elől, felől stb. Pl.: Kivágtuk a diófát a házunk elől.
- tipikus határozószók: lentről, fentről stb. Pl.: Ha nem vigyázol, leesel onnan fentről!

tartamhatározó: azt fejezi ki, hogy a cselekvés, történés, létezés hol folyik le, hol megy végbe. Kérdőszava: hol?
- tipikus ragjai: -n, -on/-en/-ön, -ban/-ben, -nál/-nél stb. Pl.: A gyertyatartó az asztalon áll.
- tipikus névutók: mögött, előtt, fölött stb. Pl.: A házunk mögött diófa nő.
- tipikus határozószók: lent, fent stb. Pl.: Tegnap lent felejtettem a szemüvegemet.

véghatározó: azt fejezi ki, hogy a cselekvés, történés, létezés milyen irányba ill. milyen határig terjed. kérdőszava: hová?
- tipikus ragjai: -ba/-be, -ra/-re, -hoz/-hez/-höz, -ig stb. Pl.: Menj be a házba!
- tipikus névutók: mögé, elé, felé, fölé stb. Pl.: Elbújtam az ágy mögé.
- tipikus határozószók: lefelé, felfelé stb.[1] Pl.: Lefelé bucskázott a domboldalról.

Megjegyzendő, hogy nem csupán a helyhatározóra jellemző a háromirányúság: például az időhatározó és az állapothatározó is lehet előzményhatározó, tartamhatározó vagy véghatározó, míg más határozók egyértelműen besorolhatóak valamelyik kategóriába: így például az eredethatározó minden esetben előzményhatározó, míg az eredményhatározó véghatározó.

## A helyhatározó a mondatban
A helyhatározó a mondatban lehet ragos főnév, névutós főnév, vagy határozószó.

### Ragosnévszómint helyhatározó
A helyhatározók kifejezhetőek –ban/ben, -ból/ből, -ba/be, -tól/től, -ról/ről, -n, -on/en/ön, -ra/re, -ig, -hoz/hez/höz, -nak/nek ragokkal. Ha a cselekvés, történés, létezés valaminek a belsejében történik, onnan indul ki, vagy oda irányul, belviszonyragokat használunk (pl. ból/ből, ban/ben, ba/be), ha pedig a cselekvés, történés, létezés valaminek a felszínén megy végbe, arról indul ki, vagy oda irányul, külviszonyragokat (pl. –on/en/ön, -ra/re, ró/ről). Természetesen azonban a ragok és a ragos alakok nem szigorúan bekategorizálhatóak (pl. a hátba vág esetében a –ba egyértelműen nem belviszonyrag). A szövegkörnyezet függvényében a határozórag melléknévhez is járulhat (pl. „A nagyban lakik!”), ám ekkor aktuális szófajváltás megy végbe és a nagy melléknév főnévi szerepűvé válik, a főnév tulajdonságaival működik a mondatban. Bizonyos ragoknak mindhárom irány kifejezésére van megfelelő alakjuk (pl. ból/ből, -ban/ben, -ba/be).

### Névutósnévszómint helyhatározó
Ebben az analitikus szerkesztésű szintagmában a főnév rendelkezik az önálló, autoszemantikus jelentéssel, míg a névutó a grammatikai viszonyjelentéssel – ez utóbbi fejezi ki a főnévhez képesti viszonyt. Akárcsak a ragoknak, bizonyos névutóknak (háromváltozatú névutók) is van változatuk mindhárom irány kifejezésére (pl. mögül, mögött, mögé; elől, előtt, elé), de akadnak kétváltozatú névutók is, melyeknek csak előzményhatározói és véghatározói változatuk van (pl. felől, felé), illetve természetesen vannak egyváltozatú névutók is (pl. át, mentén, keresztül). A névutók rendelkeznek viszonyjelentéssel, ám amennyiben valamilyen eredeti jelentésüktől eltérő viszonyt kell kifejezniük, felvehetnek bizonyos határozóragokat, így gyakran helyhatározóragokat is (pl. túlra).

### Határozószómint helyhatározó
A határozószóban a tartalmas jelentés nem leválasztható a viszonyjelentésről, hiszen a határozószók ragszilárdulással jöttek létre. Ez okból kifolyólag önállóan is betölthetik a helyhatározó (vagy más határozók) szerepét a mondatban. Nincs szükségük ehhez határozóragokra, azonban, akárcsak a névutók, a határozószók is ragozhatók, amennyiben eredeti jelentésüktől eltérő jelentést kívánunk velük kifejezni. A határozószók is lehetnek egyváltozatúak, kétváltozatúak, vagy háromváltozatúak: bizonyos határozószóknak mindhárom irány kifejezésére van megfelelő változatuk (pl. itt, innen, ide).  Más helyhatározószók alapalakban tartamhatározók, s ragozott alakban szerepelhetnek előzményhatározóként és véghatározóként (pl. lent – lentről, lentre; távol – távolról, távolra). Más esetekben pedig ragozott alakjukban is tartamhatározók maradnak (távol - a távolban). A határozóragok mellett a határozószó más toldalékokat is kaphat, melyek szintén módosíthatják a helyhatározói jelentést: például a lent, mely alapalakban is betöltheti a helyhatározó szerepét a mondatban, azonban ez a lejjebb fokjeles alakról is elmondható, mely a dolog vagy esemény valamihez képesti helyét jelöli ki.